# Stachyococcus adinanthus
Stachyococcus adinanthus är en måreväxtart som först beskrevs av Paul Carpenter Standley, och fick sitt nu gällande namn av Paul Carpenter Standley. Stachyococcus adinanthus ingår i släktet Stachyococcus och familjen måreväxter. Inga underarter finns listade i Catalogue of Life.